# Ангел Трайчев
Ангел Трайчев е български революционер, четник, деец на Вътрешната македоно-одринска революционна организация.

## Биография
Роден е в 1887 година в село Барбарево (Горно или Долно Барбарево), тогава в Османската империя, днес в Северна Македония. По случай 15-ата годишнина от Илинденско-Преображенското въстание, през Първата световна война е награден с орден „За военна заслуга“, VI степен за заслуги към постигане на българския идеал в Македония. Загива в сражение със сръбска потеря през април 1921 година.